# Molpadia inflata
Molpadia inflata is een zeekomkommer uit de familie Molpadiidae.
De wetenschappelijke naam van de soort werd in 1908 gepubliceerd door E. Augustin.